# Seriolella caerulea
Seriolella caerulea är en fiskart som beskrevs av Guichenot, 1848. Seriolella caerulea ingår i släktet Seriolella och familjen svartfiskar. IUCN kategoriserar arten globalt som livskraftig. Inga underarter finns listade i Catalogue of Life.